# Gongylidium rufipes
Espèce
Synonymes
- Aranea rufipes Linnaeus, 1758
- Micryphantes crassipalpus C. L. Koch, 1838
- Neriene munda Blackwall, 1841
- Theridion priapeium Walckenaer, 1841
- Gongylidium nigricans Menge, 1868

Gongylidium rufipes est une espèce d'araignées aranéomorphes de la famille des Linyphiidae.

## Distribution
Cette espèce se rencontre en zone paléarctique.

## Description
Les mâles mesurent de 2,5 à 3 mm et les femelles de 3 à 3,8 mm.

## Publication originale
- Linnaeus, 1758 : Systema naturae per regna tria naturae, secundum classes, ordines, genera, species, cum characteribus, differentiis, synonymis, locis, ed. 10 (texte intégral).